# Die Erbschleicher
Die Erbschleicher (Originaltitel: Daddy’s Dyin’ … Who’s Got the Will?) ist eine US-amerikanische Filmkomödie aus dem Jahr 1990. Regie führte Jack Fisk, das Drehbuch schrieb Del Shores anhand des eigenen Theaterstücks.

## Handlung
Buford Turnover steht kurz vor dem Tod. Er wird von seinen vier erwachsenen Kindern besucht: Lurlene, Sara Lee, dem mit Marlene verheirateten Orville und Evalita, die ihren Freund Harmony mitbringt. Sie versprechen ihrem Vater zwar harmonisches Miteinander, streiten jedoch kurz nach der Ankunft. Sara Lee versucht zu beschwichtigen bis Evalita im betrunkenen Zustand eine Nacht mit Clarence verbringt, in den Sara Lee verliebt ist. Sie nimmt an, Clarence habe mit ihrer Schwester Sex gehabt, obwohl Clarence dies bestreitet.
Orville beleidigt Marlene, die sein Übergewicht kritisiert. Evalita stellt ihre Angehörige im betrunkenen Zustand öffentlich bloß. Harmony und Marlene rauchen gemeinsam einen Joint. Harmony offenbart dabei, er finde Marlene attraktiv. Sie lehnt es zwar ab, gemeinsam mit ihm ihren Mann zu verlassen, sie küsst ihn jedoch.
Es stellt sich heraus, dass Orville und Lurlene vom Erbe ausgeschlossen werden sollen. Sara Lee bietet an, ihren Anteil zu teilen, aber Evalita will ihren nur für sich behalten. Marlene packt eilig ihre Sachen und reist gemeinsam mit Harmony ab.
Am Ende stirbt Buford und wird bestattet.

## Kritiken
Hal Hinson schrieb in der Washington Post vom 28. Juni 1990, der Film sei eine „zweitklassige Imitation von Beth Henley“. Zu seiner Besetzung würden einige angesehene Darsteller wie Beau Bridges, Beverly D’Angelo und Amy Wright gehören – die sich bemühen würden, das „gemangelte“ Drehbuch zum Funktionieren zu bringen.
Die Zeitschrift Cinema nennt das Werk eine „prominent besetzte Proll-Burleske“. Jedoch hätten „mehr Biss und weniger Harmoniesucht […] der Groteske gut getan.“.
epd Film urteilt, der Film sei „eine schrille Komödie mit ordinären Gags auf Herrenwitzniveau …. Amerikanische Dutzendware, ohne Einfallsreichtum inszeniert, mit Typen statt Charakteren, mit Schauspielern, die hysterisch herumfuchteln und ewig grimassieren. Eine Billigproduktion ohne Schauplatzwechsel …“

## Hintergründe
Der Film wurde in Denton (Texas) gedreht. Er spielte in den Kinos der USA ca. 1,37 Millionen US-Dollar ein.